# Улановский, Николай Сергеевич
Николай Сергеевич Улановский (14 декабря 1915, Штеповка — 18 марта 1986, Харьков) — командир роты 774-го стрелкового полка 222-й Смоленской Краснознамённой стрелковой дивизии 33-й армии 1-го Белорусского фронта, старший лейтенант. Герой Советского Союза.

## Биография
Родился 14 декабря 1915 года в селе Штеповка ныне Лебединского района Сумской области Украины в семье крестьянина. Учился в средней школе. Окончил 2 курса Харьковского государственного университета. Работал заведующим сельским клубом.
В Красной Армии с 1935 года. В 1938 году окончил Харьковское пехотное училище, а в 1939 году — Харьковское авиационное училище. Служил в истребительной авиации.
Участник Великой Отечественной войны с июня 1941 года. Сражался на Западном, 1-м, 2-м и 3-м Белорусском фронтах.
Во время одного из вылетов его истребитель был подбит. Тяжелораненый лётчик приземлился на временно оккупированной врагом территории Белоруссии. Местным колхозникам удалось спрятать его, а потом переправить через линию фронта. После лечения служил в мотострелковой части, так как по состоянию здоровья летать не мог. Рота 774-го стрелкового полка под командованием старшего лейтенанта Николая Сергеевича Улановского форсировала 2 февраля 1945 года реку Одер южнее города Франкфурт и закрепилась на берегу. В бою за плацдарм её бойцы уничтожили 15 огневых точек и много живой силы противника.
Указом Президиума Верховного Совета СССР от 6 апреля 1945 года за умелое руководство ротой при форсировании реки Одер, мужество и отвагу старшему лейтенанту Улановскому Николаю Сергеевичу присвоено звание Героя Советского Союза с вручением ордена Ленина и медали «Золотая Звезда».
После войны продолжал службу в рядах Советской Армии. С 1947 года капитан Н. С. Улановский — в запасе. Жил в Харькове. В 1953 году окончил строительный техникум. Работал инженером на Харьковском заводе агрегатных станков. Принимал активное участие в военно-патриотическом воспитании молодёжи. Скончался 18 марта 1986 года. Похоронен в Харькове на кладбище № 2.
Награждён орденами Ленина, Суворова 3-й степени, двумя орденами Отечественной войны 1-й степени, медалями. В городе Харьков на доме, в котором жил Герой, установлена мемориальная доска.